# 93 до н. е.

## Події
- Тріумф Публія Ліцинія Красса за перемогу над лузітанами.
- Сулла стає претором.
- Консульство Гая Валерія Флакка і Марка Гереннія.
- Цар Вірменії Тигран II вторгається в Каппадокію і виганяє Аріобарзана.
- Проти Антіоха Благочестивого зробив замах його родич Селевк, але Антіох викрив змову.
- Юдейський цар Александр Яннай зазнав поразки від набатейского короля Ободаса на Голанських висотах.